# Proyecto de Constitución de la República Popular de Japón
El Proyecto de Constitución de la República Popular de Japón (en japonés: 日本 人民 共和国 憲法 草案, Nihon Jinmin Kyōwakoku Kenpō Sōan) fue un borrador de una enmienda a la constitución del Japón en la posguerra, publicado por el Partido Comunista de Japón (Nihon Kyōsantō) el 29 de junio de 1946. 

## Historia

### Descripción
Este borrador fue creado durante una animada discusión sobre la legislación de la ley fundamental del Estado japonés después de la Segunda Guerra Mundial.
Las características del proyecto eran la abolición de la monarquía constitucional japonesa, la adopción del republicanismo y el centralismo democrático y la introducción de políticas socialistas.

### Desarrollo
El proyecto de constitución del Japón socialista estaba inspirado en general en la revolución rusa que hizo abdicar al Emperador de todas las Rusias en 1917 y particularmente en la Constitución de la Unión Soviética de 1936 impuesta durante el liderazgo de Iósif Stalin. 
Estipula que el Estado debe proporcionar las condiciones materiales necesarias a los partidos políticos democráticos y las clases populares, pero no se específica el liderazgo del partido. La propiedad de los medios sociales de producción está subordinada al bienestar público, pero la expropiación no se declara explícitamente.
El esquema del reglamento constitucional comenzaba así:

Japón es una república popular.

## Actualidad
En el año 2000, el Partido Comunista de Japón (Nihon Kyōsantō), mediante su líder Tetsuzō Fuwa, comunicó que ha renunciado formalmente a sus intentos de crear un Estado socialista y afirman no seguir los lineamentos del Proyecto constitucional de la República Popular de 1946. Fuwa realizó esta aclaración debido a que en las vísperas de las elecciones generales de junio de ese mismo año, grupos marginales anónimos de extrema izquierda que aseguran seguir los ideales originales del Nihon Kyōsantō de la década de 1940, entre ellos el proyecto constitucional de 1946, difundieron un documento a gran escala contra la dirigencia actual del Partido Comunista de Japón y contra la Familia imperial japonesa con la frase "¿Está usted a favor de la República Popular de Japón?".